# بخش شنکورسکی
بخش شنکورسکی (به لاتین: Shenkursky District) یک منطقهٔ مسکونی در روسیه است که در استان آرخانگلسک واقع شده‌است.